# Mimosa glaucula
Mimosa glaucula är en ärtväxtart som beskrevs av Rupert Charles Barneby. Mimosa glaucula ingår i släktet mimosor, och familjen ärtväxter. Inga underarter finns listade i Catalogue of Life.